# Panama/Vale
Panama/Vale è il primo singolo di Marina Barone, pubblicato con lo pseudonimo Beba Barone, del 1983, pubblicato in formato 7", con numero di catalogo GRN62009, da CGD - Messaggerie Musicali e prodotto dall'etichetta discografica milanese Green Record/Duck Record.

## Tracce
Lato A
- Panama - (Pesce – Cafasso - Damele - Delfino)

Lato B
- Vale - (Pesce - Presti - Damele - Delfino)

## Crediti
- Produzione Artistica: Bruno Barbone
- Arrangiamenti: Franco Delfino